# جاميوردو (أديامان)
جاميوردو (بالكردية: Gomik‏) (بالتركية: Çamyurdu)‏ هي قرية كرديّة رشوانيّة تتبع إداريّاً لمديرية أديامان في محافظة أديامان التركية الواقعة في جنوب شرق الأناضول. وبلغ عدد سكانها 306 نسمة في عام 2021.